# Alabama (Neil Young)
Alabama is een folkachtig rocknummer dat werd geschreven door Neil Young. Hij bracht het uit op zijn album Harvest (1972) en werd hierbij begeleid door The Stray Gators. De gastmusici David Crosby en Stephen Stills voegden er een soulachtig harmonie aan toe.

## Achtergrond
Het is een protestlied tegen de racistische beweging Ku Klux Klan in de Amerikaanse staat Alabama aan het begin van de jaren zeventig (See the old folks tied in white ropes).
In 1974 volgde een tegenreactie van de southern rockband Lynyrd Skynyrd op dit evenals het nummer Southern man (1970) van Young. Deze bestond uit de release van het antwoordlied Sweet home Alabama dat niettemin heel positief werd ontvangen door Young.

## Covers
Alabama werd enkele malen gecoverd door andere artiesten, zoals door de zanger André op een compilatie met anderen, getiteld Borrowed tunes II - A tribute to Neil Young (2007), door Blitzen Trapper op het album Live harvest (2015) en door de Tedeschi Trucks Band tijdens liveoptredens.

## NPO Radio 2 Top 2000
Het nummer stond van 2000 tot en met 2014 jaarlijks in de Top 2000 van NPO Radio 2.

| Nummer met noteringen in de NPO Radio 2 Top 2000 | '00  | '01  | '02  | '03  | '04  | '05  | '06  | '07  | '08  | '09  | '10  | '11  | '12  | '13  | '14  |
| ------------------------------------------------ | ---- | ---- | ---- | ---- | ---- | ---- | ---- | ---- | ---- | ---- | ---- | ---- | ---- | ---- | ---- |
| Alabama                                          | 1201 | 1386 | 1189 | 1218 | 1019 | 1169 | 1106 | 1203 | 1147 | 1294 | 1312 | 1539 | 1074 | 1298 | 1683 |

1. ↑  Een vetgedrukt getal geeft de hoogste notering aan.
2. ↑  2000 was het eerste jaar met een notering voor dit nummer.
3. ↑  Deze tabel is bijgewerkt tot en met de laatste editie (2024).